# کتابخانه ملی یمن
کتابخانه ملی یمن (عربی: المكتبة الوطنية اليمنية‎) یک کتابخانه در شهر صنعا است. در سال ۲۰۱۰ با کمک چین تأسیس شد و در زمینی به مساحت ۲۹۳۶۰ متر مربع با ظرفیت نه میلیون کتاب، سالن‌های تئاتر و نمایش‌های سینمایی، یک سالن کنفرانس بزرگ، یک آمفی تئاتر احداث آن آغاز گردید. سالن بزرگ نمایشگاه، مرکز آموزشی و نمایشگاه روباز در زمینی به مساحت ده هزار متر مربع و یک آمفی تئاتر به مساحت ۷۰۰ متر مربع.